# Międzynarodowe Biuro Czasu
Międzynarodowe Biuro Czasu (fr. Bureau International de l'Heure, ang. International Time Bureau) – międzynarodowe biuro, które w latach 1913–1987 odpowiadało za pomiary i międzynarodową koordynację wzorców czasu uniwersalnego.

## Historia
Pierwsze transmisje wzorców czasu drogą radiową rozpoczęto w 1910 za pomocą nadajników na wieży Eiffla. Sygnały były nadawane według wskazań zegarów wahadłowych obserwatorium astronomicznego w Paryżu regulowanych zgodnie z obserwacjami astronomicznymi. W 1913 utworzono Międzynarodowe Biuro Czasu, którego celem była koordynacja czasu w skali międzynarodowej. 1 stycznia 1972 Międzynarodowe Biuro Czasu wprowadziło zmiany w sygnałach uniwersalnego czasu koordynowanego, które m.in. wprowadziły sekundę przestępną. Biuro zostało rozwiązane pod koniec 1987, a jego obowiązki rozdzielono pomiędzy Międzynarodowe Biuro Miar i Wag i IERS.